# Faustina Bordoni
Faustina Bordoni (Venècia, 30 de març de 1697 - íd. 4 de novembre de 1781) fou una mezzosoprano italiana, una de les primeres grans prime donne, apreciada pel seu rang vocal i representativa del drama musical del segle xviii. Va estudiar amb Michelangelo Gasparini i va actuar per tot Europaː Viena, Venècia, Múnic, Londres, Dresden, París...
Va debutar el 1716 a Venècia amb Ariodante, de Carlo Francesco Pollarolo', causant gran sensació. El 1723, quan la seva fama a Itàlia ja era gran, va fer la seva primera aparició a Múnic amb Griselda, de Pietro Torri. El 1726 va aparèixer en lAlessandro, de Händel, a Londres. Bordoni va crear altres papers de Händel: Alcestis a Admeto, Pulcheria a Riccardo Primo, el 1727, Emira a Siroe i Elisa a Tolemeo, el 1728.
Mantingué rivalitat amb altres cantants coetànies, com Regina Mingotti o Francesca Cuzzoni, un antagonisme alimentat pels fervents seguidors de cadascuna.

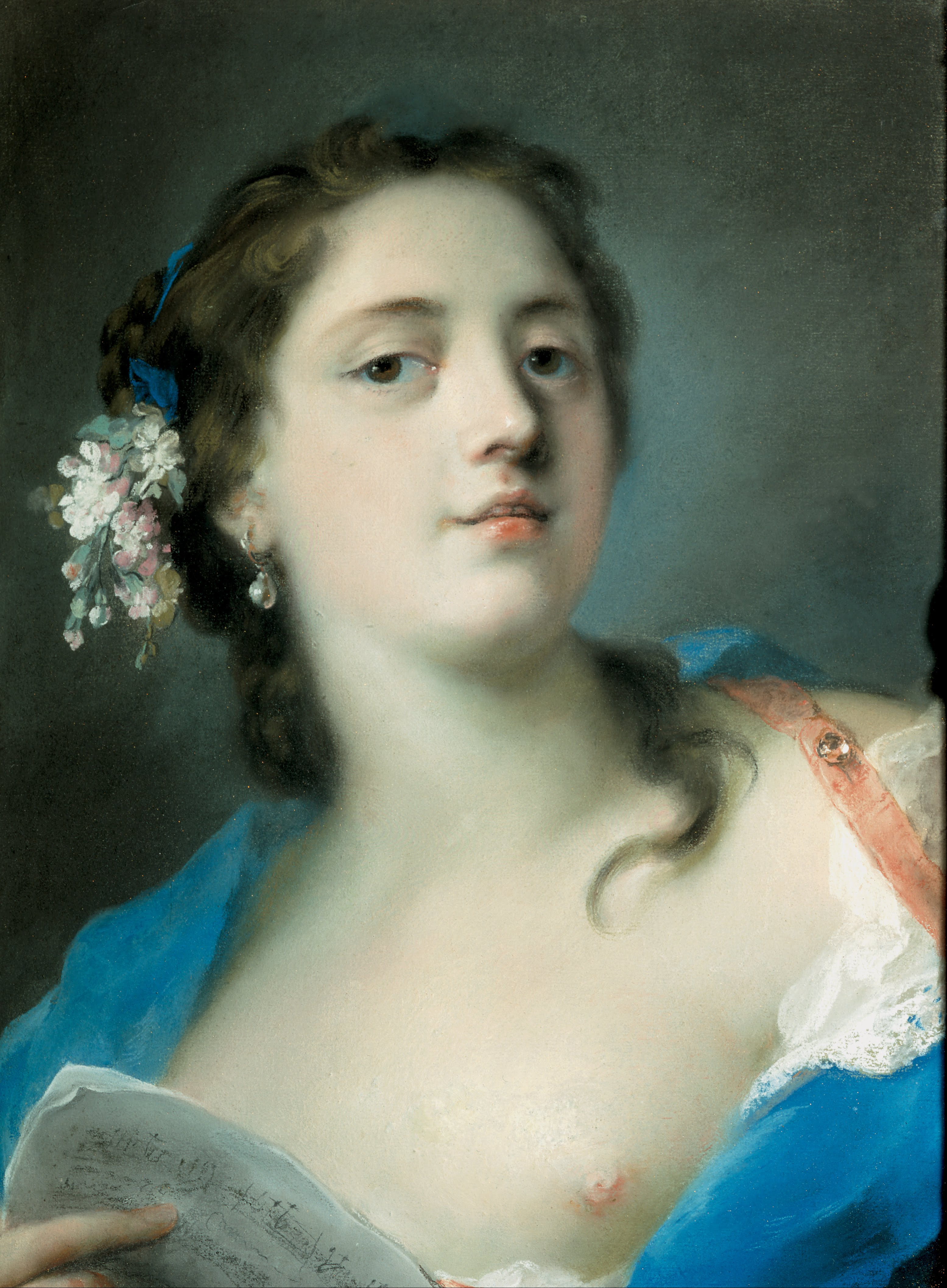
Faustina Bordoni, per Rosalba Carriera

## Llegat i memòria
Va inspirar la protagonista d'una novel·la d'Elise Polko (Faustina Hasse, Leipzig, 1860). I diversos autors van compondre per a ella, entre els quals Giovanni Bononcini, Antonio Caldara, Georg Friedrich Haendel, Johann Adolf Hasse, Domenico Sarro o Pietro Torri.

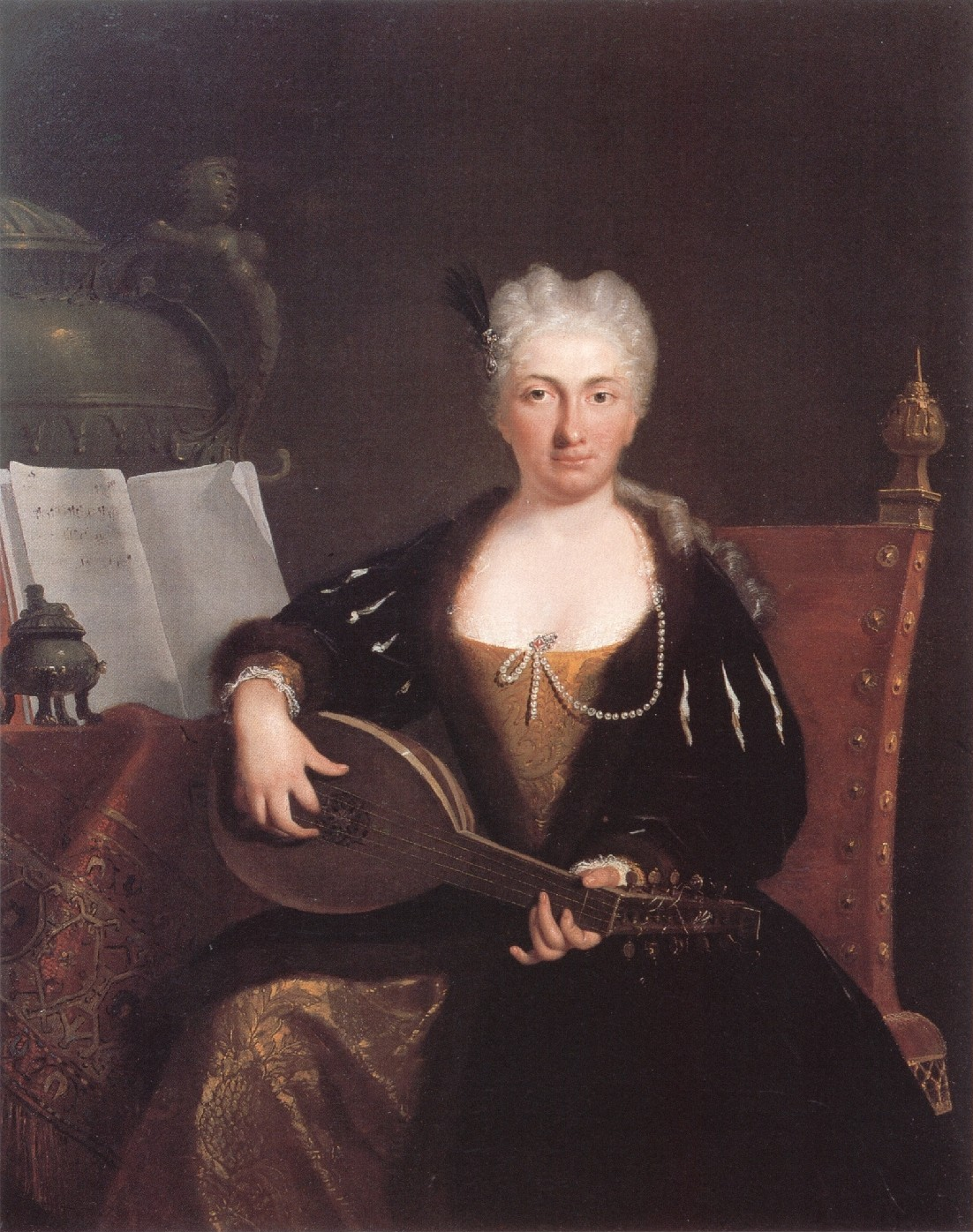
Retrat de Bartolomeo Nazari

La seva imatge es pot veure en tres retrats de Rosalba Carriera, al museu de Ca’ Rezzonico i a la Gemäldegalerie Alte Meister de Dresden, o algun altre de Bartolomeo Nazari, a La Casa-Museu de Händel, a Londres.